# Manz’sche Verlags- und Universitätsbuchhandlung
Koordinaten: 48° 12′ 15,2″ N, 16° 22′ 28,8″ O
Die Manz’sche Verlags- und Universitätsbuchhandlung GmbH ist ein 1849 gegründeter Fachverlag für Recht, Steuer und Wirtschaft mit Sitz in Wien. Die Gesellschaft mit beschränkter Haftung ist zu 100 % im Besitz der Manz GmbH. Der Firmensitz befindet sich am Kohlmarkt 16 im 1. Bezirk Innere Stadt, das Verlagsbüro in der Johannesgasse 23.

## Geschichte

### 1849–1945

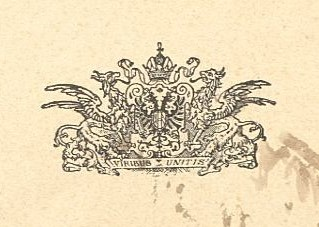
viribus unitis – Signet in einem Buch von 1904

„Alle Kraft ist Wille“, der Wahlspruch von 1849

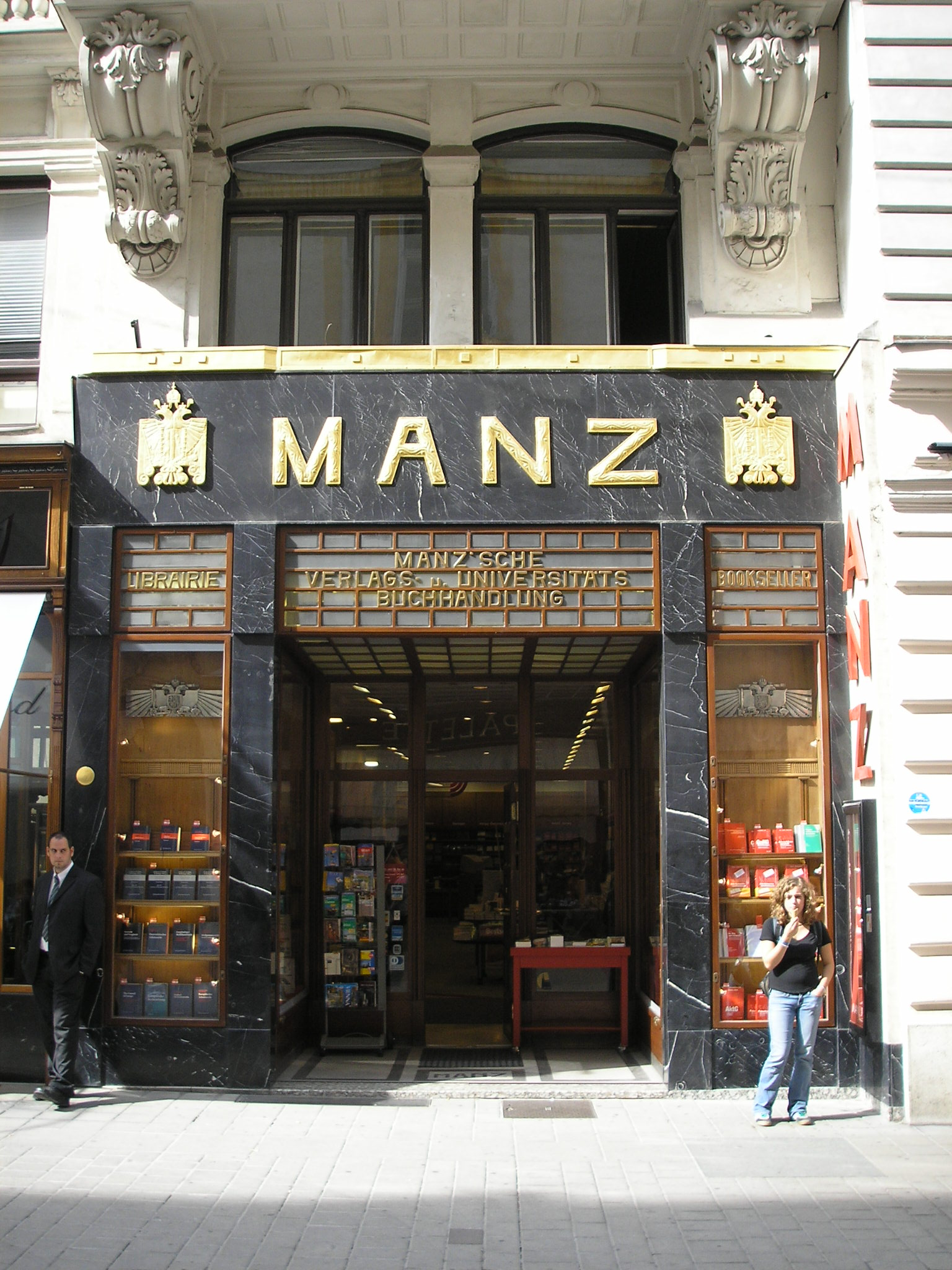
Adolf Loos’ Portal der Manz’schen Verlags- und Universitätsbuchhandlung

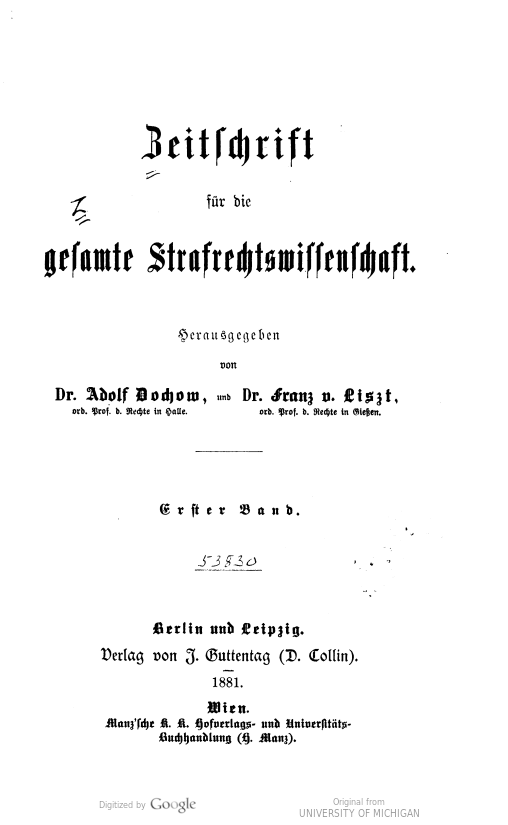
Zeitschrift für die gesamte Strafrechtswissenschaft, 1881

Friedrich Manz begründete 1849, ein Jahr nach der Revolution 1848, die Manz’sche k.k. Hof-Verlags- und Universitätsbuchhandlung in Wien. Nach seinem Tod 1866 führte sein Regensburger Bruder Georg Joseph Manz Verlag und Buchhandlung weiter, 1870 gingen sie an dessen Sohn Hermann Manz, der sie 1883 an das Leipziger Druck- und Verlagshaus Julius Klinkhardt verkaufte. Die neuen Eigentümer waren Julius Klinkhardt und Klinkhardt-Prokurist Markus Stein (1845–1935).
Mit Letzterem beginnt die verlegerische Geschichte des Hauses Manz. Stein publizierte unter anderem Sprachlehren und Gesetzesausgaben. 1882 lag bereits eine zwanzigbändige Taschenausgabe der österreichischen Gesetze vor. Im Jahr 1902/03 kam eine eigene Druckerei hinzu. Ab 1910 waren Markus Stein und sein Sohn Richard (1871–1932) Alleininhaber. Carl Junker, der Chronist des österreichischen Buchhandels, schrieb 1900: Die Manz’sche Sammlung der österreichischen Gesetze steht vielleicht einzig in der Welt da. Die handlichen schwarzen Bände sind die steten Begleiter aller Juristen und Verwaltungsbeamten und haben fast überall die officiellen Gesetzesausgaben verdrängt.
1912 gestaltete der berühmte Architekt und Architekturkritiker Adolf Loos auf Grund eines 1909 von Markus und Richard Stein erhaltenen Auftrags das bis heute erhaltene Portal der Buchhandlung am Kohlmarkt 16 und die Geschäftsführerräume im Obergeschoß. Die an den Erkenntnissen der Psychoanalyse orientierte Bauweise – ein nach hinten versetzter Eingang und die indirekte Beleuchtung von oben – sollte einen Sog auf das Unbewusste der Passanten ausüben. Für das Portal wurden nicht, wie damals vielfach üblich, Pseudomaterialien (Loos: Angenagelter Cementguss) verwendet, sondern weißgeäderter schwarzer Marmor, vergoldete Buchstaben und Auslagentäfelung in Mahagoni. Das repräsentative Haus am Kohlmarkt 20 (heute 16) hatte Markus Stein 1892/93 erbauen lassen.
Die kunstsinnige Familie beauftragte Oskar Kokoschka mit dem Porträt Spielende Kinder (1909, heute Lehmbruck-Museum, Duisburg) – es zeigt Richard Steins Kinder Lotte und Walter – und mit einem Porträt Richard Steins, das seit dem Zweiten Weltkrieg verschollen ist. Sie unterstützte Arnold Schönberg, zu dessen Schülern Richards Bruder Erwin Stein zählt.
Richard Stein gelang es (unter anderem durch Gründung der Collection Manz und der Editions Larousse 1920), die Firma über die Zeit der Inflation zu retten.
Mit Robert Stein (1899–1970) übernahm 1935 die dritte Generation der Familie Stein das Ruder.
Die Geschwister und Gesellschafter des Verlags Robert Stein (1899–1970), Walter Stein (1901–1979), Maria Charlotte Sweceny (1904–1956) und Edith Hilscher (1910–1985) galten nach dem „Anschluss“ 1938 als „Mischlinge“ und konnten den Verlag nicht weiterführen. Die „Arier“ Ernst Gießauf, Leiter der Manz-Druckerei, Berta Pohl, Prokuristin, und Anton Bernhard, Buchhändler, führten die Firma durch die NS-Zeit. Gießauf trat zu diesem Zweck pro forma der NSDAP bei.

### 1945–heute
Robert Stein nahm 1946 gemeinsam mit seinem Bruder Walter Stein, der sich vorrangig der Druckerei widmete, den Wiederaufbau des Verlags in Angriff. Im selben Jahr erschien auch erstmals die bis heute bestehende Österreichische Juristen-Zeitung (ÖJZ).
1970 übernahm Franz Stein (1944–2005) nach dem Tod seines Vaters Robert die Geschäftsführung. Anton C. Hilscher, ein Cousin von Franz Stein, trat 1973 in die Geschäftsleitung ein.
1982 stellte die Manz’sche Buchdruckerei von Bleisatz auf Computersatz um.
1983 war der Verlag Manz Gründungsmitglied des europäischen Rechtsverleger-Netzwerks Law Publishers in Europe (LPE).
1986 wurde die RDB Rechtsdatenbank, eine der ersten Datenbanken für Rechtsinformation, gegründet.
1994 wurde der Schulbuchbereich ausgegliedert und 1996 die Manz GmbH als Holding begründet. Sie hält heute 60 % der Anteile an der Manz’schen Verlags- und Universitätsbuchhandlung GmbH. 40 % wurden ab 1997 im Rahmen einer strategischen Partnerschaft vom internationalen Verlagskonzern Wolters Kluwer gehalten.
2001 übersiedelte der Verlag gemeinsam mit der RDB Rechtsdatenbank GmbH, der Onlaw Internet Technologies GmbH und der Österreichischen Verlagsgesellschaft C. & E. Dworak GmbH (ÖVG) in die Wiener Johannesgasse 23.
Franz Stein erwarb 2004 die Mehrheit der Gesellschaftsanteile.
Am 7. November 2005 starb Franz Stein unerwartet. Mit seinen Kindern Susanne Stein und Andreas Stein rückte die fünfte Generation in die Unternehmensführung nach.
Am 1. Jänner 2010 übernahm die Manz’sche Verlags- und Universitätsbuchhandlung GmbH als aufnehmende Gesellschaft ihre bisherige Tochter RDB Rechtsdatenbank GmbH – bis dahin eine eigene Firma – als Online-Vertriebsplattform in ihr Produktportfolio. Dort blieb die RDB als Marke bestehen. Die Onlaw Internet Technologies GmbH, der Technologiedienstleister der Manz-Gruppe, firmierte ab 1. Jänner 2010 als Manz Solutions GmbH.
2012 übernahm die Manz’sche Verlags- und Universitätsbuchhandlung die Dataweb-Dienste von der Telekom Austria und stellte diese (u. a. Firmenbuch, Grundbuch, Gewerberegister und Zentrales Melderegister) als „infoDienste“ ihren Kunden zur Verfügung.
Dieses Angebot erweiterte man durch die Beteiligung an der ACP Business Solutions (2014) sowie durch den Erwerb der IMD Informations-, Medien- und Datenverarbeitungsgesellschaft mbH (2015).
2017 beteiligte sich die Manz’sche Verlags- und Universitätsbuchhandlung mehrheitlich an der SimpLEX Solutions GmbH, die mit simpLEX Doks einen Dokumentengenerator zur rechtssicheren Erstellung von Firmenbuchanträgen anbietet.
Im November 2018 übertrugen die bisherigen Eigentümer, Manz GmbH und Wolters Kluwer, rückwirkend per 1. Jänner 2018 ihre Anteile an der Manz Schulbuch GmbH an die P&V Holding.
Am 2. Mai 2019 teilten beide Unternehmen mit, dass die Eigentümerfamilien Stein und Fliri mit Wirkung zum 1. Jänner 2019 die Anteile von Wolters Kluwer zurückgekauft haben.
Wie das Unternehmen im März 2023 bekanntgab, wurde die Buchhandlung am Kohlmarkt 16 mit dem von Adolf Loos gestalteten und denkmalgeschützten Portal mit dem „MANZ“-Schriftzug, Mitte Juni 2023 als Geschäft geschlossen. Als Grund nannte die geschäftsführende Gesellschafterin Susanne Stein-Pressl die fortschreitenden Digitalisierung und der damit zusammenhängende Kaufverhalten bzw. dass die stationäre Geschäftsfläche nicht mehr wirtschaftlich sei. Während die Geschäftsfläche im Erdgeschoß „für immer geschlossen“ bleibt, soll im ersten Stock des Gebäudes ein exklusives Kommunikationszentrum für Juristen und Steuerexperten entstehen. Die Räumlichkeiten werden nach den Plänen des Architekten Boris Podrecca adaptiert.

## Firmen in der Verlagsgruppe Manz

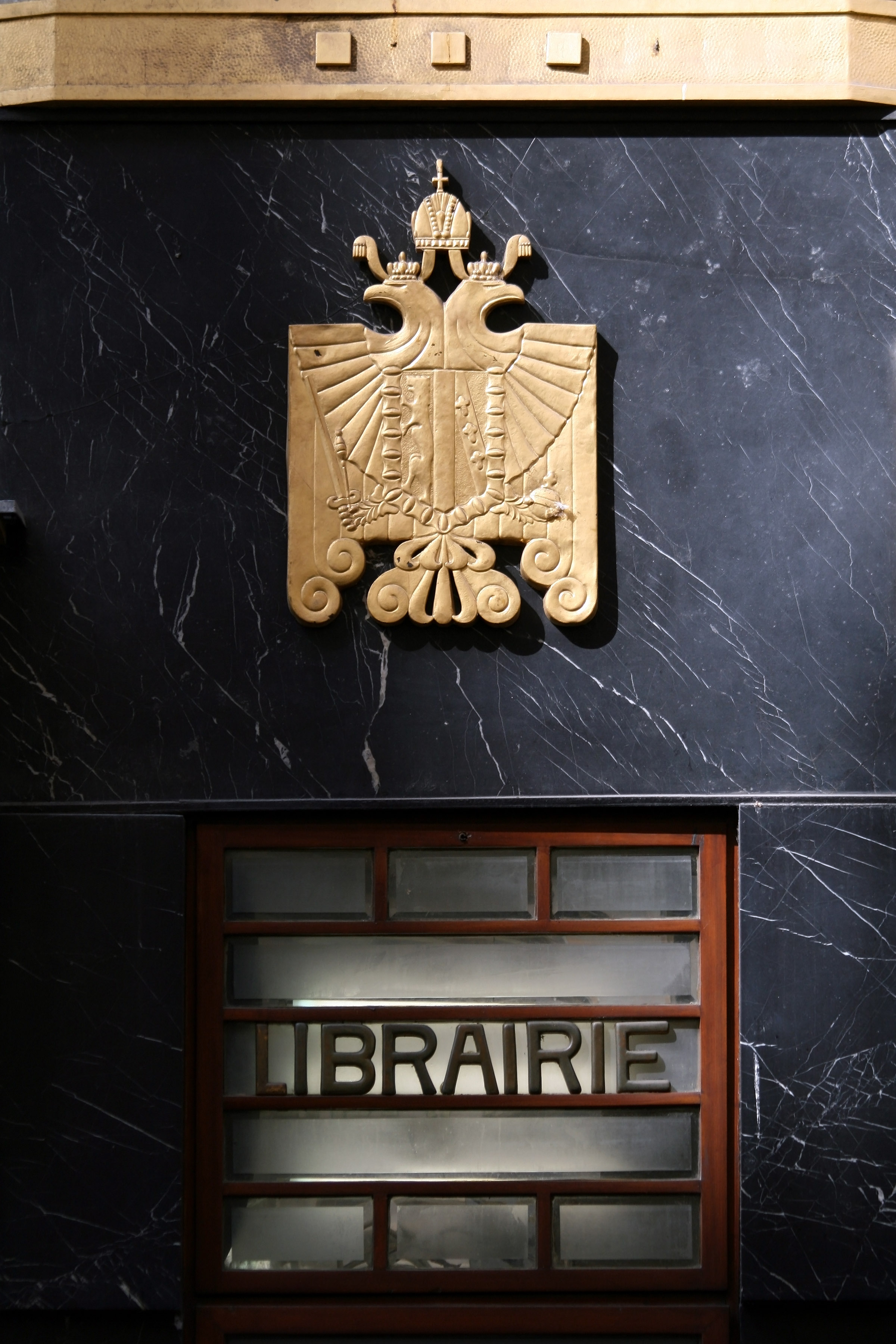
Detail der Fassade der Buchhandlung in Wien

- Manz’sche Verlags- und Universitätsbuchhandlung GmbH
- Manz Solutions GmbH
- ACP Business Solutions (Beteiligung)

## Publikationen

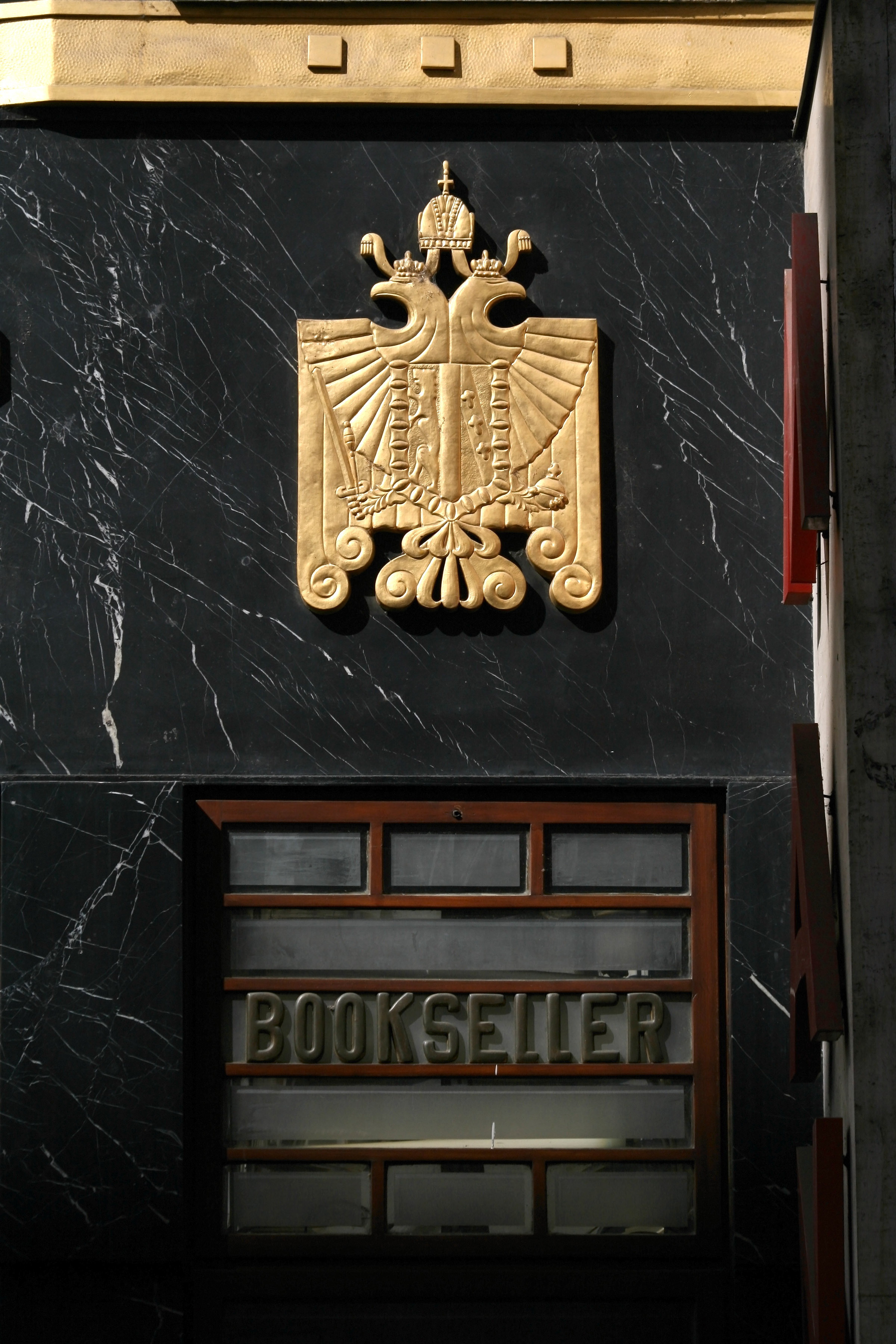
Detail der Fassade der Buchhandlung in Wien

Die Manz’sche Verlags- und Universitätsbuchhandlung GmbH verlegt das umfassendste Sortiment an Fachliteratur für Rechts- und Steuerberufe in Österreich – in Print und online.
Gesetzesausgaben, Kommentare und Lehrbücher – im Bereich der Jurisprudenz verfügt der Verlag über ein umfangreiches Sortiment aus allen Rechtsbereichen. Der aktuelle Verlagskatalog umfasst mehr als 1.800 Titel, darunter 24 Eigenverlagszeitschriften. Die wichtigsten Kommentare werden über die Vertriebsplattform RDB in der Online-Bibliothek interessierten Kunden auch elektronisch angeboten.
„Manz Sachbuch“ wendet sich mit Publikumstiteln und Rechtsratgebern an ein breites Lesepublikum.
Seit 2015 verlegt Manz gemeinsam mit der Medizinischen Universität Wien die Ratgeberreihe Gesundheit.Wissen, in der Experten der Medizinischen Universität Wien allgemein verständlich über wichtige Krankheitsbilder aufklären.